# Хазара
Хазара (хазараги, хазарийский диалект языка дари; перс. هزارگی‎) — иранский язык (по другим данным наречие языка дари). Распространён в области Хазараджат Афганистана. Носители хазара, хазарейцы, являются потомками одного из подразделений войск Чингисхана.
Общая численность говорящих — 3 660 000 человек (2017).
Важнейшая отличительная черта, объединяющая диалекты хазарейского языка — наличие в их словаре значительного монгольского (или монголо-тюркского) субстрата. Значительное число слов монгольского происхождения отсутствует в современных диалектах хазарейцев Афганистана, где они имеют либо тюркские, либо таджикские эквиваленты.
Письменность на арабской графической основе:
| ا | ب | پ | ت | ٹ | ث | ج | چ | ح | خ | د | ڈ |
| ذ | ر | ز | ژ | س | ش | ص | ض | ط | ظ | ع | غ |
| ف | ق | ک | گ | ل | م | ن | و | ھ | ی | ◌َ | ◌ِ |
| ◌ُ | ے |   |   |   |   |   |   |   |   |   |   |